# Wokingham (district)
Wokingham est un district du Berkshire, en Angleterre. Il porte le nom de sa principale ville, Wokingham.
Le district a été créé le 1er avril 1974 par le Local Government Act 1972. Il est issu de la fusion du borough de Wokingham et du district rural de Wokingham. Il est dirigé par le conseil du district de Wokingham, qui est une autorité unitaire depuis le 1er avril 1998 et l'abolition du conseil de comté du Berkshire. Le district a reçu le statut de borough en 2007.

## Source
- (en) Cet article est partiellement ou en totalité issu de l’article de Wikipédia en anglais intitulé « Borough of Wokingham » (voir la liste des auteurs).